# Sarcophaga wrangeliensis
Sarcophaga wrangeliensis är en tvåvingeart som beskrevs av Parker 1920. Sarcophaga wrangeliensis ingår i släktet Sarcophaga och familjen köttflugor. Inga underarter finns listade i Catalogue of Life.